# Metropolija Montréal
Metropolija Montréal je rimskokatoliška metropolija s sedežem v Montréalu (Kanada); ustanovljena je bila leta 1886.
Metropolija zajema naslednje (nad)škofije:
- nadškofija Montréal,
- škofija Joliette,
- škofija Saint-Jean-Longueuil,
- škofija Saint-Jérôme in
- škofija Valleyfield.

## Metropoliti
- Edouard Charles Fabre (8. junij 1886-30. december 1896)
- Louis Joseph Napoléon Paul Bruchési (25. junij 1897-20. september 1939)
- George Gauthier (18. oktober 1921-31. avgust 1940)
- Joseph Charbonneau (31. avgust 1940-9. februar 1950)
- Paul-Émile Léger (25. marec 1950-20. april 1968)
- Paul Grégoire (20. april 1968-17. marec 1990)
- Jean-Claude Turcotte (17. marec 1990-danes)